# 삼림덤불쥐
삼림덤불쥐(Grammomys dolichurus)는 쥐과에 속하는 설치류의 일종이다. 앙골라와 부룬디, 콩고민주공화국, 케냐, 말라위, 모잠비크, 르완다, 남아프리카공화국, 남수단, 에스와티니, 탄자니아, 잠비아, 짐바브웨에서 발견된다. 자연 서식지는 아열대 또는 열대 기후 지역의 건조림과 습윤 저지대 숲, 건조 관목 지대, 습윤 관목 지대, 고지대 관목 지대, 검조 저지대 초원, 농경지, 목초지, 도시 지역이다.